# Stéfanos Skouloúdis
Stéfanos Skouloúdis (en griego: Στέφανος Σκουλούδης) (Constantinopla, 23 de noviembre de 1836- Atenas, 19 de noviembre de 1928) fue un político griego. Fue primer ministro de Grecia de noviembre de 1915 a junio de 1916.

## Infancia y juventud
Nació en Constantinopla el 23 de noviembre de 1838. Sus padres, John y Zena Skuludis, eran originarios de Creta; el padre era hombre de negocios en Constantinopla, donde Skouloúdis completó la escuela primaria. En 1852 fue enviado a Atenas para asistir a la secundaria, luego de lo cual completó la carrera de medicina en la Universidad de Atenas. En 1859 se unió a la afamada casa de comercio de Ralli y se convirtió en encargado de sus negocios de importación y exportación; en 1863 llegó a ser el director de operaciones en el Imperio otomano. 

## Negocios y asesor de asuntos exteriores
En 1871, junto a Andreas Syngrou, Skouloúdis fundó el Banco de Constantinopla. Ocasionalmente colaboró con el Gobierno griego en asuntos diplomáticos relativos al Imperio otomano. Acumuló una gran riqueza y en 1876 se mudó de forma permanente a Atenas.
Durante las negociaciones de paz en Londres para poner fin a la primera guerra balcánica, formó parte de la delegación griega.
En marzo de 1915, rechazó el encargo del rey de formar gobierno, alegando problemas de salud. Había sido de los pocos dirigentes políticos en aconsejar al monarca que aceptase la renuncia de Eleftherios Venizelos, que había dimitido disgustado por la negativa real a que el país participase en la Campaña de los Dardanelos.

## Presidente del Gobierno
El 7 de noviembre de 1915, tomó posesión de la Presidencia del Gobierno, pese a que el país atravesaba un momento de crisis política que no estaba preparado para gestionar. Asumió también la cartera de Asuntos Exteriores en un ministerio diseñado para ejecutar las medidas decididas en realidad por el rey y su camarilla. Pese a la primera impresión favorable que dio a la Triple Entente por su disposición a adoptar una neutralidad favorable a esta, enseguida desató la primera crisis diplomática al indicar al embajador serbio que si las tropas de su país cruzaban la frontera griega durante su retirada ante el empuje enemigo, serían desarmadas e internadas como exigía la Convención de La Haya. La misma medida, dictada por el rey y el Estado Mayor, iba a ser adoptada con las fuerzas francesas que se replegasen desde Macedonia, acción que los Aliados no estaban dispuestos a tolerar y que desencadenó la primera desavenencia entre estos y Skouloúdis.
El 19 de junio de 1916 dimitió, en medio de una crisis de gabinete originada por la mala situación económica, la ocupación búlgara del fuerte Roupel en Macedonia oriental y por las riñas entre los distintos partidos que habían sostenido su Gobierno.